# Majisjan
Majisjan (armeniska: Մայիսյան) är en ort i Armenien. Innan 26 april 1946 hette orten Ortakilisa. Den ligger i den nordvästra delen av landet, 90 kilometer nordväst om huvudstaden Jerevan. Majisjan ligger 1 642 meter över havet och antalet invånare är 1 521.
Terrängen runt Majisjan är kuperad norrut, men söderut är den platt. Terrängen runt Mayisyan sluttar söderut. Runt Majisjan är det ganska tätbefolkat, med 129 invånare per kvadratkilometer.. Närmaste större samhälle är Gjumri, 5,9 kilometer söder om Majisjan.
Runt Majisjan är det i huvudsak tätbebyggt.